# Chlorobutanol
Le chlorobutanol ou 1,1,1-trichloro-2-méthylpropan-2-ol est un conservateur chimique, hypnotique et sédatif, et un faible anesthésiant local de nature similaire à l'hydrate de chloral.

## Production et synthèse
Le chlorobutanol est formé par une simple addition nucléophile du chloroforme sur l'acétone. Cette réaction est dirigée basiquement par l'hydroxyde de sodium ou de potassium.